# Nagari Muaro Pingai
Nagari Muaro Pingai is een bestuurslaag in het regentschap Solok van de provincie West-Sumatra, Indonesië. Nagari Muaro Pingai telt 1785 inwoners (volkstelling 2010).